# Spoonful
„Spoonful“ je píseň, kterou napsal Willie Dixon pro zpěváka Howlin' Wolfa. Poprvé byla nahrána v červnu 1960 ve studiu vydavatelství Chess Records v Chicagu a vyšla téhož roku s písní „Howlin' for My Darling“ na B-straně.
V roce 1966 skladbu nahrála britská skupina Cream a vydala ji na svém albu Fresh Cream a poté znovu v roce 1968 na dvojalbu Wheels of Fire.
Mimo tuto skupinu ji nahráli například Ten Years After, Canned Heat nebo Etta James